# USS Bumper (SS-333)
Za druga plovila z istim imenom glejte USS Bumper.
USS Bumper (SS-333) je bila jurišna podmornica razreda Balao v sestavi Vojne mornarice Združenih držav Amerike.
Leta 1950 je bila sprejeta v Turško vojno mornarico kot TCG Çanakkale (S 333).